# Warlords
Warlords es una saga de videojuegos de rol cuyo título original es Warlords Battlecry. El juego sitúa la acción en el imaginario mundo de Etheria, en el cual se distribuyen varios reinos de humanos, elfos, enanos y otras criaturas típicas de la fantasía medieval.

## Reinos

### Humanos
- Knights
- Empire

### Elfos
- Dark elf
- Wood elf
- High elf

- Datos: Q1958699